# سیارک ۲۱۷۱۸
سیارک ۲۱۷۱۸ (به انگلیسی: 21718 Cheonghapark، نامگذاری:1999RO115) بیست و یک هزار و هفتصد و هجدهمین سیارک کشف شده‌است که در ۹ سپتامبر ۱۹۹۹ کشف شد.
قدر مطلق سیارک برابر ۲۰.۴ است.